# Droga krajowa 67
Die Droga krajowa 67 (kurz DK67, pol. für ,Nationalstraße 67‘ bzw. ,Landesstraße 67‘) ist eine Landesstraße in Polen. Sie führt von Lipno in südlicher Richtung bis Włocławek und verbindet die Landesstraßen 10 und 62 miteinander. Die Gesamtlänge beträgt 25,3 km.

## Geschichte
Mit der Reform der Nummerierung des polnischen Straßennetzes vom 9. Mai 2001 wurde die Landesstraße 67 neu eingerichtet.

## Wichtige Ortschaften entlang der Strecke
- Lipno
- Szpetal Górny
- Włocławek